# インド英語
インド英語（インドえいご、英語: Indian English）とは、インド（インド共和国）で使われる英語の方言のこと。「国別英語話者数ランキング」によると、アメリカ英語の次に話す人口が多い。インド共和国では、イギリスによる植民地化に伴い、イギリス英語が普及し始めた。英語はインド共和国の公用言語（いわゆる国語）になっている。インド英語では現在でも、アメリカ英語ではなく、イギリス英語の単語が使用されている。
パキスタン英語、スリランカ英語やバングラデシュ英語とは異なっている。

## 概要

### 発音や綴り
イギリス英語を基調としているものの、Rを強く発音するため、母音が後続しないRも日本人の耳には「ル」のように聞こえる（park → パルク）。現代の英米では発音されない音も含めて、綴り字通りに読む（Wednesday → ウェドネスデイ）。
- “r”を【ル】と発音する例
  - water（水）- ウォータル
  - air（空気）- エアル
  - park（公園）- パルク
  - paper（紙）- ペーパル
  - super market（商店）- スーパル・マルケット

- 黙字も発音する例
  - bomb（爆弾）- ボンブ
  - receipt（領収証）- レシプト
  - Wednesday（水曜日）- ウェドネスデイ

ヒンディーなどインドの諸言語からの借用語も使い、また英語本来の単語でも、イギリス古典文学に登場するような古めかしいものを用いる場合がある（shop の代わりに shoppe を用いる）という特徴もある。

### 文法
ヒンディー語の影響から進行形を非常に多用し、インド英語では英語の動詞の70%近くが、現代進行形の時制で堂々とまかり通る。時にアメリカ英語やイギリス英語では通常進行形にしない単語も、普通に-ing 進行形で表現される。
- 例: I am understanding it.「分かったよ。」[4]
- 例: He is having two books.「彼は本を二冊持っている。」[4]
- 例: He was knowing it.「彼はそれを知っていた。」[4]

付加疑問形は、 no または correct を付加することがある。
- 例: He is a student, no?「彼は学生じゃない?」[4]
- 例: You are from Japan, correct?「君は確か日本人だよね」[4]

### ヒングリッシュ
ヒンディー訛りの英語はヒンドゥー・イングリッシュ、略してヒングリッシュと呼ばれる。なお、インドでは憲法によって英語は連邦公用語の地位にあり、英語はインドの共通語として使われている。